# 八瓣果科
八瓣果科又叫双刺木科，只有1属2种，仅生长在也门的索科特拉岛和非洲索马里沿海一小块区域。，灌木，实际并没有刺，果实为蒴果，成熟时开裂为八瓣。